# 우스타프랑스역
우스타프랑스역(카탈루냐어: Hostafrancs)은 바르셀로나 지하철 1호선의 역이다. 바르셀로나 산츠몬주이크 구에 위치해 있으며, 우스타프랑스 지역에서 역명을 따왔다. 가끔씩 옛 카탈루냐어 철자법을 따라 'Hostafranchs'라 적는 경우가 있는데 이는 주로 스페인어권 문헌에서 많이 보이는 표기다.
우스타프랑스 역은 라 크레우 코베르타 로 (Carrer de la Creu Coberta), 모이아네스 로 (Carrer Moianès), 콘셀 데 센트 로 (Carrer del Consell de Cent)가 만나는 교차로 지하에 위치해 있다. 출구는 이들 세 도로변에 하나씩 나 있다. 2면 2선의 상대식 승강장 구조로 되어 있으며 승강장의 규모는 길이 88m, 너비 4m이다.
1926년 바르셀로나 지하철 1호선의 카탈루냐 역-보르데타 역 구간이 처음으로 개통되면서 문을 열었다.